# باسم كريستو
باسم كريستو هو مخرج تلفزيوني لبناني أخرج عدة برامج تلفزيونية ناجحة مثل تاراتاتا والرقص مع النجوم ووذا فويس كيدز وأنا والعسل وأغاني مصورة.

## أعماله

### برامج تلفزيونية
- أنا والعسل
- تاراتاتا، تلفزيون دبي
- ذا فويس كيدز
- برنامج مراحل مع علي العلياني
- سهير شو[2]

### أغاني مصورة
- - صدفة على يوتيوب(حفلة) - إخراج : باسم كريستو

## وصلات خارجية
- باسم كريستو على موقع قاعدة بيانات الأفلام العربية